# Powierzchnia wyłączona z ruchu

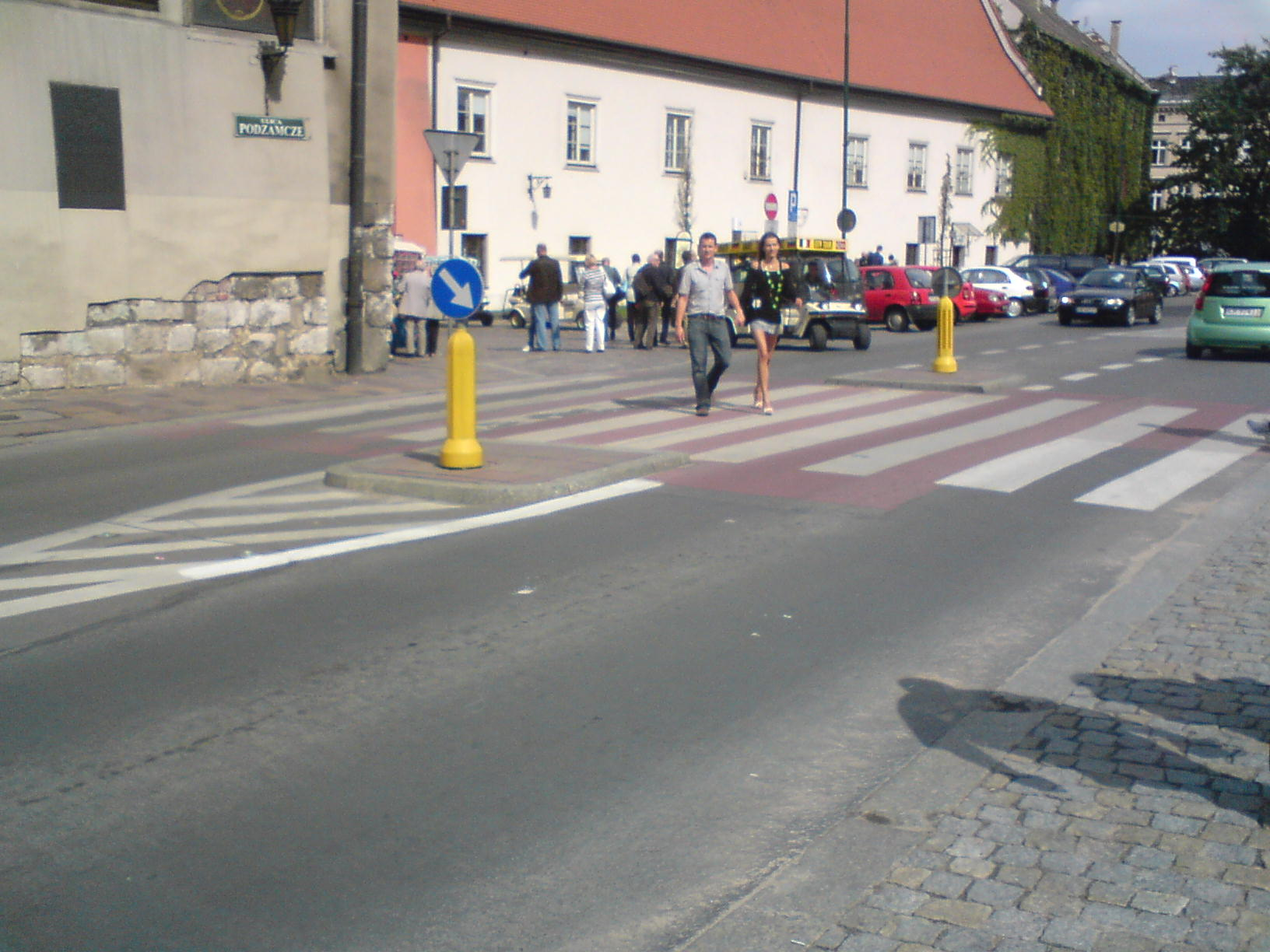
Azyl dla pieszych z poprzedzającą go powierzchnią wyłączona z ruchu

Powierzchnia wyłączona z ruchu (pot. wysepka) − powierzchnie po których ruch pojazdów jest niedozwolony, tworzone poprzez wymalowanie zbioru równoległych linii, które są położone ukośnie do pasa ruchu i ograniczone szeroką linią ciągłą.
Powierzchnia wyłączona z ruchu jest tworzona w celu:
- dokładnego wyznaczenia pasa ruchu
- skorygowania przebiegu krawężnika
- odsunięcia pasa ruchu od przeszkody w jezdni.